# Stazione di Spinetoli-Colli
La stazione di Spinetoli-Colli è una fermata ferroviaria posta sulla linea Ascoli Piceno-San Benedetto del Tronto. Serve la località di Pagliare, frazione del comune di Spinetoli e il limitrofo comune di Colli del Tronto.